# Пон-де-Бюи-ле-Кимерк
Пон-де-Бюи-ле-Кимерк (фр. Pont-de-Buis-lès-Quimerch) — коммуна на северо-западе Франции, находится в регионе Бретань, департамент Финистер, округ Шатолен, центр одноименного кантона. Расположена в 40 км к юго-востоку от Бреста и в 33 км к северу от Кемпера, в 7 км от национальной автомагистрали N165.  Через территорию коммуны протекает река Дуффин, на ее границе впадающая в реку Он. В центре коммуны находится железнодорожная станция Пон-де-Бюи линии Кемпер-Ландерно.
Население (2019) — 3 639 человек. 

## История

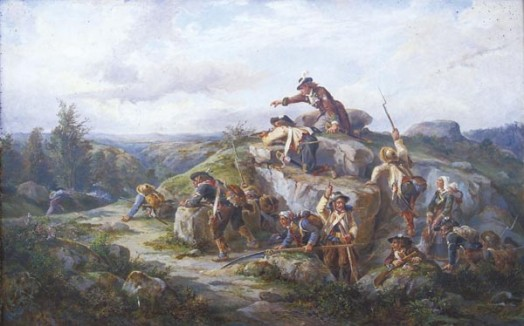
Атака на пороховой завод в Пон-де-Бюи — Картина неизвестного художника XIX века

Коммуна Пон-де-Бюи-ле-Кимерк образована в 1965 году в результате слияния коммун Пон-де-Бюи, Кимерк (Кимерх) и Логонна-Кимерк. В римский период через нынешний Пон-де-Бюи-ле-Кимерк проходила дорога из Кемпера в Ландерно, и на территории коммуны были найдены предметы и остатки зданий этого времени. 
В 1687 году по приказу Жана-Батиста Кольбера младшего местный фермер Бертло перестроил обычную мельницу в пороховой завод. Место для производства пороха было выбрано из-за близости к арсеналу Бреста, большого потока воды на порогах реки Дуффин, а также наличия в местных лесах крушины, являющейся сырьем для производства пороха. В июне 1795 году около 600 шуанов напали на плохо охраняемый завод и похитили восемь бочек пороха, а еще около двадцати утопили в реке, так как не могли увезти. Через неделю после этого началась высадка шуанов и их союзников на полуострове Киберон. Пороховой завод существует и сейчас, хотя его работа несколько раз прерывалась из-за мощных взрывов, сопровождавшихся человеческими жертвами.

## Достопримечательности
- Развалины церкви Святого Петра XVI века в стиле пламенеющей готики
- Церковь Сакре-Кёр конца XIX века
- Приходская церковь Святой Варвары 1910-1914 гг.
- Здание порохового завода XVII века

## Экономика
Структура занятости населения:
- сельское хозяйство — 2,0 %
- промышленность — 55,7 %
- строительство — 2,7 %
- торговля, транспорт и сфера услуг — 20,8 %
- государственные и муниципальные службы — 19,1 %

Уровень безработицы (2018) — 12,0 % (Франция в целом —  13,4 %, департамент Финистер — 12,1 %). 

Среднегодовой доход на 1 человека, евро (2018) — 20 760 (Франция в целом — 21 730, департамент Финистер — 21 970).

## Демография
Динамика численности населения, чел.

## Администрация
Пост мэра Пон-де-Бюи-ле-Кимерк с 2020 года занимает социалист Паскаль Прижан (Pascal Prigent). На муниципальных выборах 2020 года возглавляемый им левый блок победил в 1-м туре, получив 65,08 % голосов.
| Период | Период | Фамилия        | Партия                                 | Примечания                                                |
| ------ | ------ | -------------- | -------------------------------------- | --------------------------------------------------------- |
| 1945   | 1974   | Сюзанн Плу     | Союз демократов в поддержку республики | депутат Национального собрания, государственный секретарь |
| 1975   | 1981   | Жан Пудулек    | Социалистическая партия                |                                                           |
| 1981   | 1989   | Альбер Фубер   | Объединение в поддержку Республики     | работник компании SNCF                                    |
| 1989   | 1995   | Поль Ле Нес    | Разные правые                          | геодезист                                                 |
| 1995   | 2020   | Роже Меллуэ    | Социалистическая партия                | управленец, член Совета департамента                      |
| 2020   |        | Паскаль Прижан | Социалистическая партия                | преподаватель истории и географии                         |

## Галерея

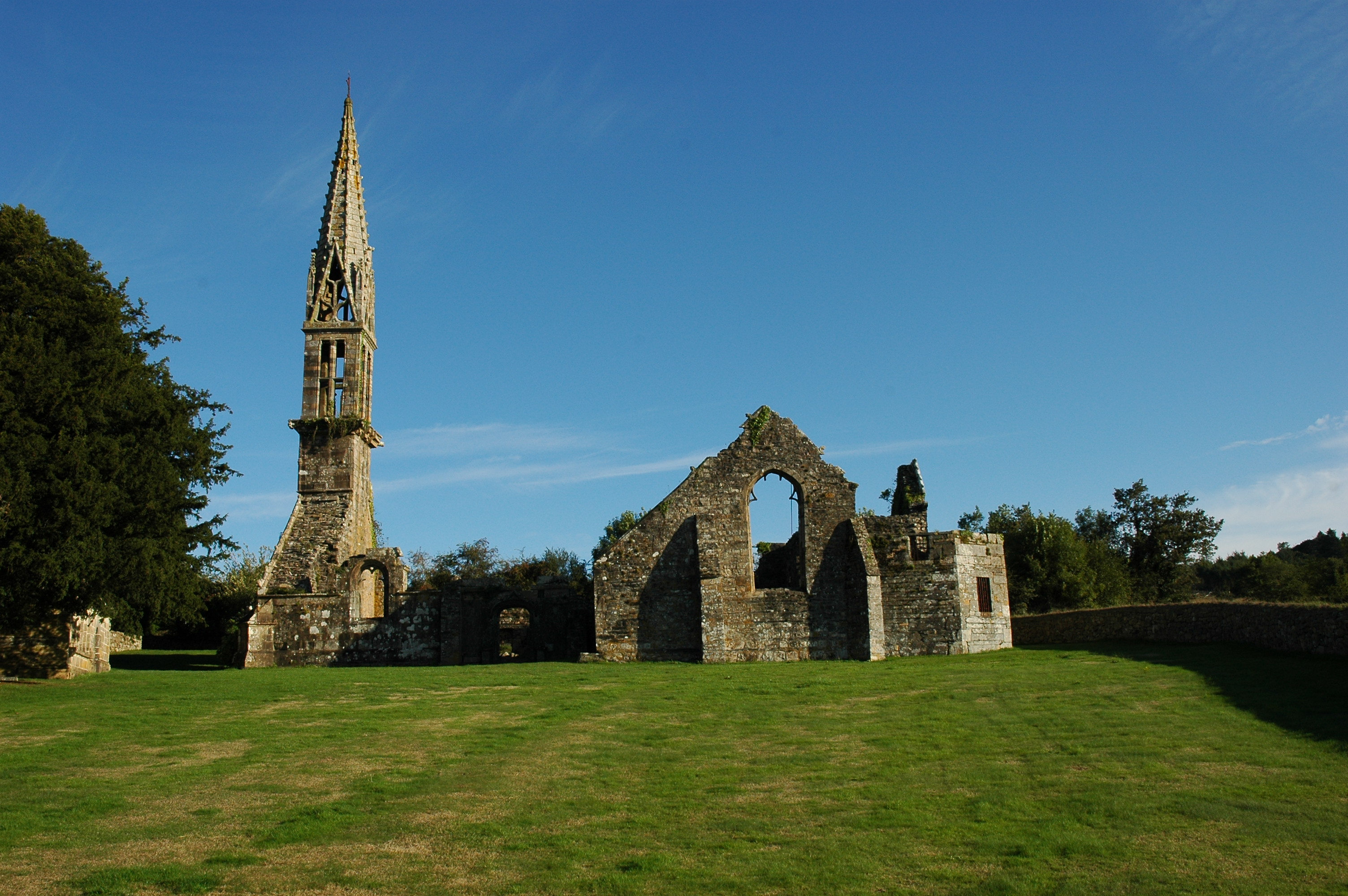
Руины церкви Святого Петра
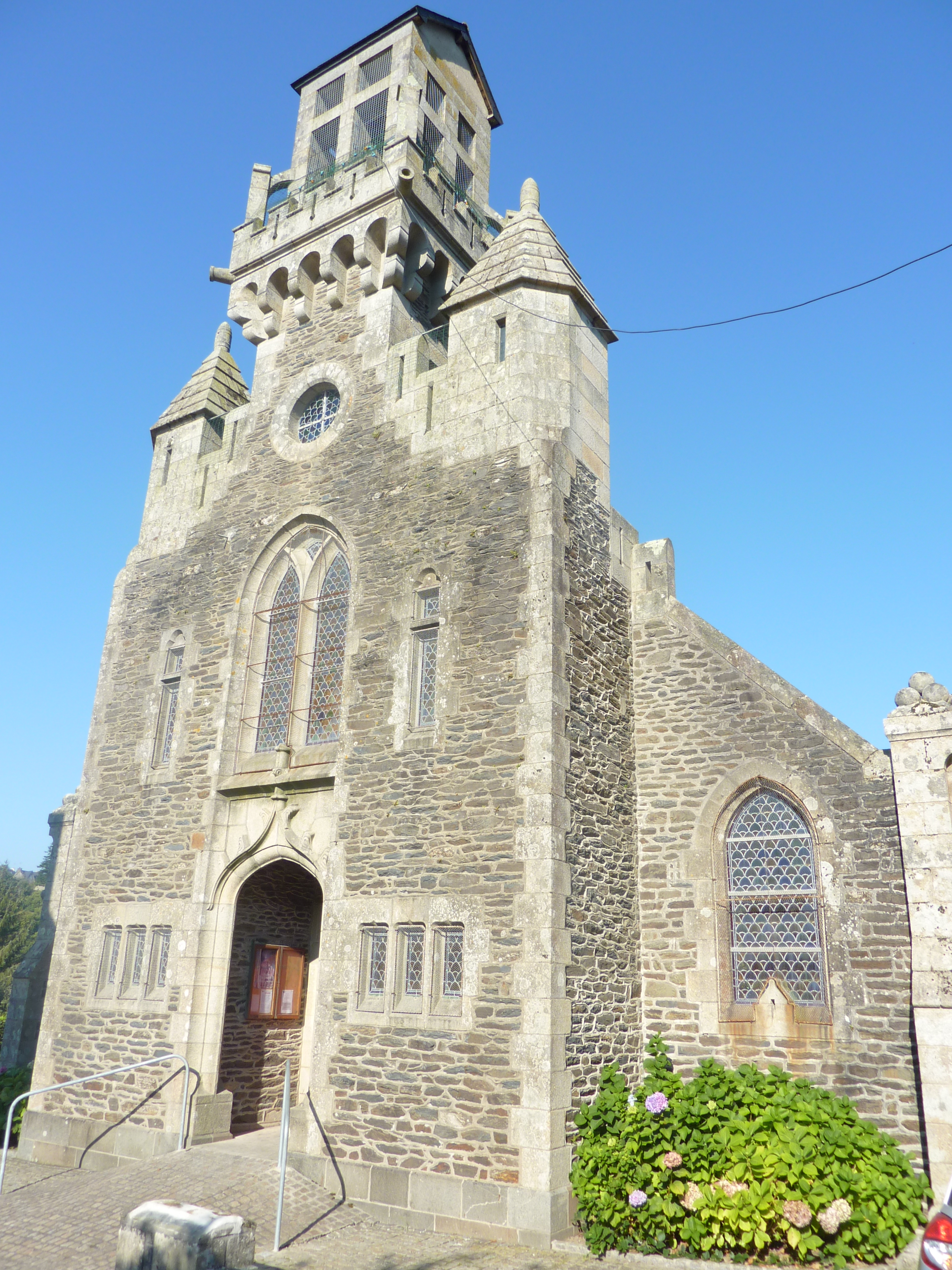
Церковь Святой Варвары
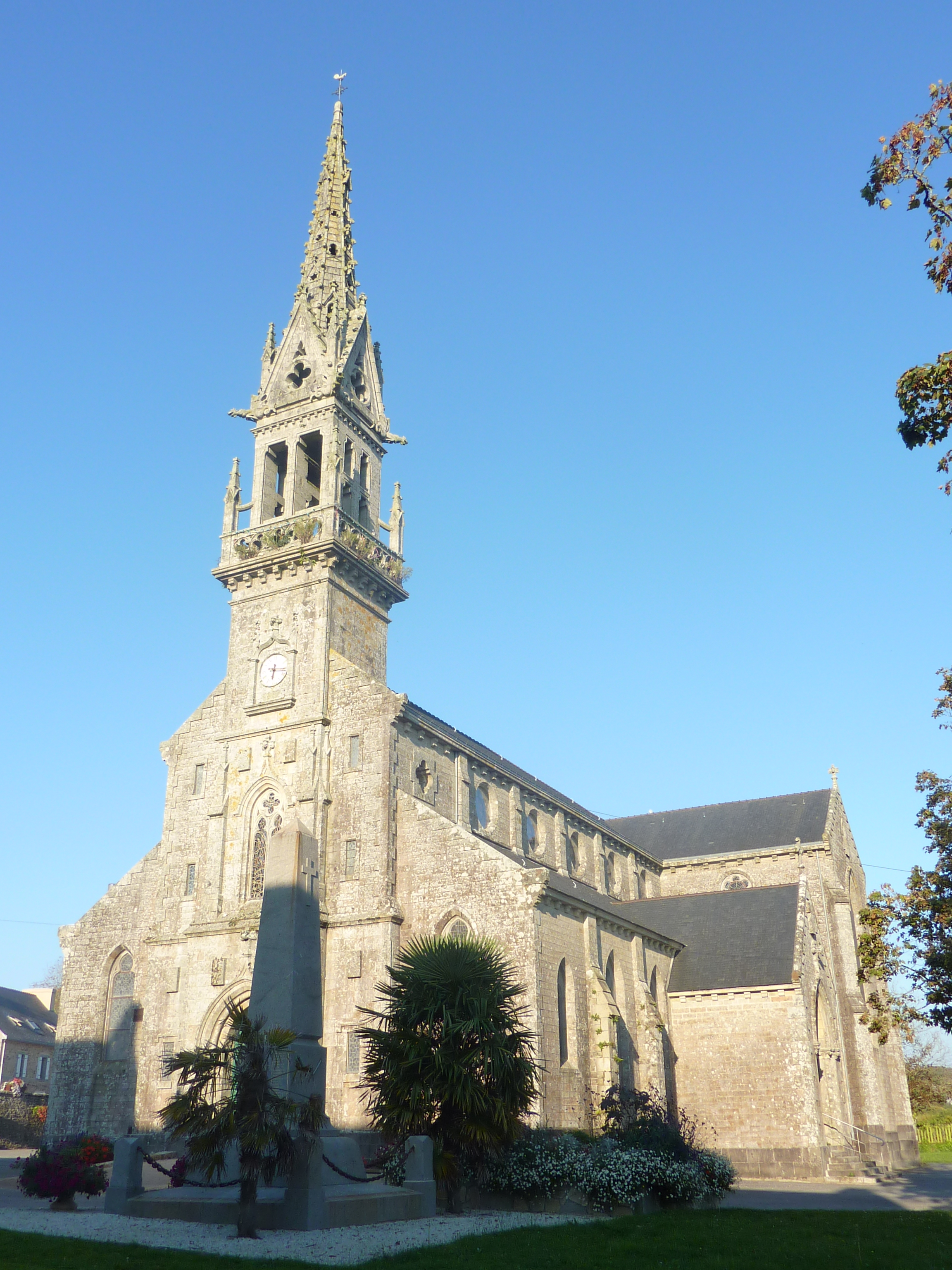
Церковь Сакре-Кёр